# Міцусе Рю
Рю Місуце (яп. 光瀬龍 Mitsuse Ryū,18 березня 1928 — 7 липня 1999) — японський письменник-фантаст та автор манга-книг. Автор понад 20 книг у жанрі наукової фантастики, серед яких найбільш відомим є роман «Десять мільярдів днів, сто мільярдів ночей» (Хайєкуоку но Хіру то Сеньйоку но Йору, або 百億の昼と千億の夜) (1967).

## Біографія
Рю  Міцусе народився в Мінамі-Сенью, району Кіта-Тосіма, префектури Токіо у 1928 р. Його ім'я при народженні було Тіба Kimio (千葉喜美雄). Після одруження він прийняв прізвище дружини, узявши ім'я Iizuka KIMIO (飯塚喜美雄).